# Burqa (Ramallah)
Burqa, en arabe : بُرقة, est un village du gouvernorat de Ramallah et Al-Bireh en Palestine. Il est situé à l'est de Ramallah et au centre de la Cisjordanie.
Selon le recensement du bureau central palestinien des statistiques, la localité compte une population de 2 047 habitants en 2017.
Le village est menacé par la colonisation israélienne. Des colons armés attaquent régulièrement les habitants avec la complicité de l'armée israélienne, détruisent les récoltes et du matériel pour empêcher toute activité économique et obliger la population à partir.